# Seewalchen am Attersee
Seewalchen am Attersee – gmina targowa w Austrii, w kraju związkowym Górna Austria, w powiecie Vöcklabruck. 1 stycznia 2015 liczyła 5424 mieszkańców.

## Współpraca
Miejscowość partnerska:
- Freyung, Niemcy